# Rémi Cusin

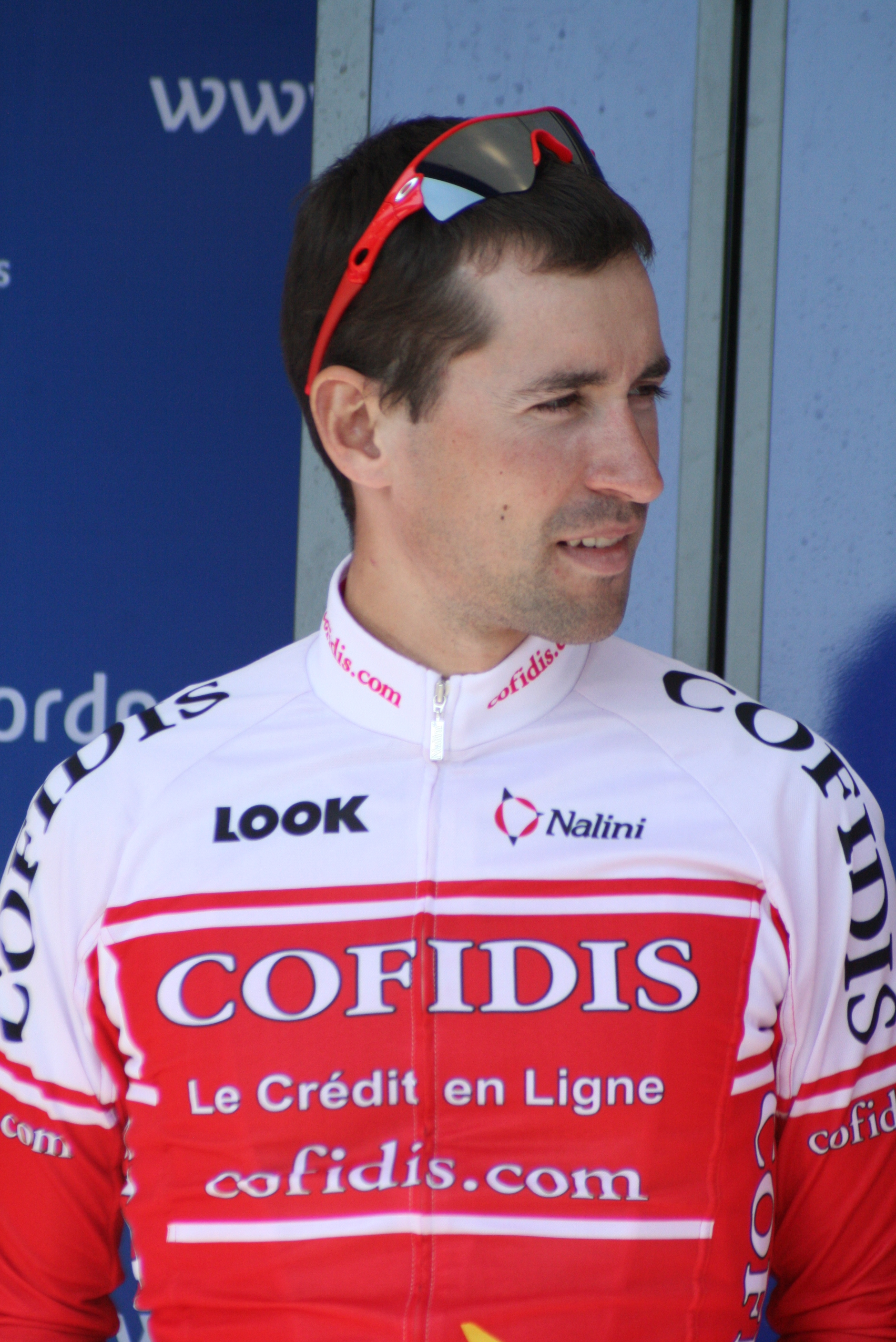
Rémi Cusin bei den Vier Tagen von Dünkirchen 2011.

Rémi Cusin (* 3. Februar 1986 in Saint-Julien-en-Genevois) ist ein ehemaliger französischer Radrennfahrer.
Cusin siegte 2007 beim Grand Prix Blangy. Im folgenden Jahr gewann er eine Etappe der Tour de Franche-Comté und fuhr ab August als Stagiaire für das Team Agritubel. 2009 wurde er dort Profi und erzielte zweite Plätze bei Le Samyn und in der Gesamtwertung der Boucles de la Mayenne. 2010 wechselte er zum Team Cofidis, für das er am Giro d’Italia 2010 teilnahm und das Rennen auf Platz 82 der Gesamtwertung beendete. In der Saison 2011 gelang ihm mit einem Erfolg auf dem zweiten Teilstück der Dänemark-Rundfahrt sein erster Sieg bei einem Rennen auf der UCI Europe Tour.
Ende der Saison 2013 beendete er im Alter von 27 Jahren  seine Karriere als Berufsradfahrer, nachdem er von seiner Mannschaft IAM Cycling keinen neuen Vertrag mehr erhielt.

## Erfolge
2011
- eine Etappe Dänemark-Rundfahrt

## Teams
- 2008 Agritubel (Stagiaire)
- 2009 Agritubel
- 2010 Cofidis, le Crédit en Ligne
- 2011 Cofidis, le Crédit en Ligne
- 2012 Team Type 1-Sanofi
- 2013 IAM Cycling